# 山紫苑

## 国民宿舎山紫苑
国民宿舎山紫苑（こくみんしゅくしゃさんしえん）は、鳥取県 鳥取市 鹿野町にある国民宿舎である。鹿野温泉の源泉を利用した庭園露天風呂や、地元の食材を使った会席料理が特徴である。

### 概要
- 鹿野町は戦国時代に毛利氏と亀井氏の抗争の舞台となった城下町であり、鷲峰山や三徳山三佛寺などの観光スポットが近くにある。
- 国民宿舎山紫苑は、鹿野温泉を源泉かけ流しで楽しめる庭園露天風呂や、季節ごとに変わる会席料理を提供している。特に人気が高いのは「鳥取和牛のステーキ会席」や「スッポン鍋」（秋冬限定）、「カニ料理」（冬季限定）などである。
- 本館は全ての客室が純和風で日本庭園を一望できる。新館は窓の外に緑のパノラマが広がる。客室は本館和室（客室トイレ無）・新館和室・新館洋室・新館和洋室（客室トイレ有）などがあり、全て禁煙である。Wi-Fiも利用可能である。
- その他の施設としては、展望大浴場・マッサージ機・貸出自転車・売店・レストラン（完全予約制）・ワーケーションスペース・会議室などがある。

### 泉質
弱アルカリ性単純泉で、「おんな水」と呼ばれるほど肌にやさしい。源泉温度は62.0℃。
- 泉質：弱アルカリ性単純泉
- 源泉温度：62.0℃
- 溶存物質量：0.7467g/kg
- 浴場：本館1階に大浴場と露天風呂、4階に展望風呂がある。24時間入浴可能（清掃時間除く）。毎夜11時に男女入れ替え。

### 料理
- 国民宿舎山紫苑では、地元の食材を使った会席料理を提供している。人気No.1の「鳥取和牛のステーキ会席」は、鳥取県産のA5ランクの和牛を贅沢に味わえるコースである。
- 季節ごとに変わる会席料理は、春は筍や山菜、夏は鰻や冷やしトマト、秋は松茸や栗ご飯、冬はカニやふぐなど、旬の食材をふんだんに使っている。
- 秋冬限定で提供される「スッポン鍋」は、国民宿舎山紫苑の名物である。スッポンは滋養強壮や美容効果が高く、コラーゲンたっぷりのスープと相性抜群である。
- 冬季限定で提供される「カニ料理」は、山陰の味覚を堪能できるコースである。ズワイガニ・タラバガニ・毛ガニなど種類豊富なカニを食べ比べできる他、カニすき・カニしゃぶ・カニ雑炊なども楽しめる。

### アクセス
- JR山陰本線『浜村駅』よりタクシーで約10分。
- 中国自動車道『佐用JCT』より鳥取自動車道『浜村鹿野温泉IC』にて下車後、国道9号線経由で約5分。
- 駐車場は無料であり、50台収容可能である。